# Citizen
Citizen (яп. シチズン時計株式会社 ситидзун токэй кабусики-гайся) — японская компания, производящая часы и электронику. Основана в 1930 году на базе института «Сёкося токэй кэнкюсё» (яп. 尚工舎時計研究所), действующего с 1918 года.

## История
В марте 1918 года был учреждён Сёкося токэй кэнкюсё, институт разработки часов. В 1924 году им была разработана первая модель карманных часов, по предложению тогдашнего мэра Токио названная Citizen (в переводе с англ. — «гражданин», «житель»). 28 мая 1930 года на основе института была создана компания Citizen Watch Co., Ltd. Через год, в июне 1931 года, ею были разработаны первые наручные часы. В 1936 году начал работу завод компании в городе Танаси (в 2001 году Танаси был объединён с Гоя в город Ниситокё). С июля 1941 года компания занялась производством деталей к машинам. В июне 1949 года была основана торговая компания Citizen Trading Co., которая занималась продвижением продукции компании на японском рынке. В марте 1952 года компания выпустила первые японские часы с календарём. В 1955 году начала экспорт наручных часов, а в 1960 году заключила импортно-экспортное соглашение с американским производителем часов Bulova Watch Co.
В послевоенной Японии было всего четыре производителя часов, K. Hattori & Company (Seiko), Citizen, Ricoh и Orient, причём на 1965 год первые две компании контролировали более 80 % рынка. В то же время Япония занимала третье место по выпуску часов после Швейцарии и СССР. В последующие годы спрос на часы начал падать, также возросла конкуренция, поэтому производителям пришлось осваивать новые отрасли (Ricoh вообще прекратил выпуск часов), а также наращивать экспорт. В 1964 году была основана исследовательская лаборатория компании, а также учреждена дочерняя компания Citizen Business Machines для производства счётных машин. В следующем году было открыто представительство в ФРГ, через которое начался экспорт часов в Европу. В марте 1966 года были представлены первые японские электронные часы X-8. В 1967 году компания вошла в ювелирный бизнес, создав дочернюю компанию Citizen Jewelry, позже объединённую с Citizen Trading Co. В 1968 году было основано совместное предприятие Citizen de Mexico S.A. de C.V., которое занималось сборкой и продажей часов в Мексике. В 1970 году компанией был разработан прецизионный токарный станок «Cincom», а в следующем году для его серийного производства было основано подразделение станкостроения.
В 1970-х годах было основано несколько совместных предприятий по выпуску часов: в Латинской Америке в 1973 году, в ФРГ в 1974 году и в Республике Корея в 1975 году. К 1978 году четверть часов Citizen выпускались вне Японии. В 1975 году компания начала освоение рынка США, основав дочернюю компанию Citizen Watch Company of America, Inc. Продажи начали быстро расти, и к 1980 году Япония поднялась на второе место в мире по производству часов, лишь один процент уступая Швейцарии. Такого успеха удалось достичь благодаря выпуску недорогих кварцевых и электронных часов.
В 1976 году Citizen начала производство кварцевых резонаторов, а также начали выпускаться часы под торговой маркой Q&Q, сокращение от английского Quality and Quantity (качество и количество). В 1978 году штаб-квартира переместилась в здание Синдзюку Мицуи, один из самых высоких токийских небоскрёбов.
В 1983 году компания начала выпуск светодиодов и электронных термометров. В 1986 году компания обошла своего главного японского конкурента, Seiko, и стала крупнейшим производителем часов в мире, при этом продолжая осваивать новые направления деятельности: производство принтеров, дисководов и другой техники. В этом же году Citizen начала выпуск цветных жидкокристаллических телевизоров. В 1992 году была куплена немецкая компания Boley GmbH (производитель инструментов). Для снижения стоимости продукции Citizen в середине 1990-х начала переводить производственные мощности в Китай, к 1997 году все корпуса часов изготавливались в Гонконге или на юге КНР.
В 2001 году штаб-квартира компании переехала в город Ниситокё в префектуре Токио. В 2002 году начались продажи белых светодиодов для подсветки цветных ЖК-дисплеев.
В 2004 году началась реорганизация компании, Citizen Watch Co. была объединена с Citizen Trading Co., в следующем году другие компании Citizen стали дочерними обществами объединённой компании, а в 2007 году для группы Citizen была создана холдинговая компания Citizen Holdings Co., Ltd.

## Деятельность
Основные подразделения компании:
- Часы. Производство часов даёт около половины выручки компании (¥172 млрд из ¥328 млрд в 2015 году). Помимо собственно часов Citizen, компания выпускает также часы под торговыми марками
  - Q&Q — выпускаются с 1976 года, ежегодно продаётся около 10 млн часов в 120 странах мира;
  - ARNOLD ＆ SON — швейцарский производитель часов с 250-летней историей;
  - BULOVA — американский производитель часов, с 2008 года вошёл в состав группы Citizen;
  - Frederique Constant & Alpina — швейцарские производители премиум сегмента
- Станкостроение (Citizen Machinery Co., Ltd.) — производство различных видов оборудования (выручка в 2015 году — ¥52 млрд).
- Детали и компоненты (Citizen Electronics Co., Ltd., Citizen Finedevice Co., Ltd.) — производство автомобильных деталей и электронных компонентов (светодиодов, переключателей, кварцевых резонаторов, ЖК-дисплеев и так далее, выручка в 2015 году — ¥68 млрд).
- Электронное оборудование (Citizen Systems Japan Co., Ltd) — производство электронных термометров, сфигмоманометров, калькуляторов и так далее (выручка в 2015 году — ¥25 млрд).
- Прочая продукция (Silver Denken Co., Ltd., Citizen Jewelry Co. Ltd., Citizen Plaza Co., Ltd.) — производство ювелирных украшений, также включает развлекательный центр Citizen Plaza (выручка в 2015 году — ¥12 млрд)[4][5][6].

Географическое распределение объёмов продаж: Япония — ¥74 млрд, остальная Азия — ¥88 млрд, Америка — ¥63 млрд, Европа — ¥54 млрд.
| Год            | 2007  | 2008  | 2009   | 2010  | 2011  | 2012  | 2013   | 2014  | 2015  | 2016  | 2017  | 2018  | 2019  | 2020   | 2021   | 2022  | 2023  |
| -------------- | ----- | ----- | ------ | ----- | ----- | ----- | ------ | ----- | ----- | ----- | ----- | ----- | ----- | ------ | ------ | ----- | ----- |
| Оборот         | 336,2 | 336,7 | 296,9  | 252,5 | 285   | 279,8 | 272,1  | 310   | 328,5 | 348,3 | 312,6 | 320   | 321,7 | 278,5  | 206,6  | 281,4 | 301,4 |
| Чистая прибыль | 7,145 | 12,19 | -25,81 | 3,527 | 5,123 | 7,698 | -8,855 | 17,43 | 17,57 | 13,20 | 16,57 | 19,30 | 13,37 | -16,67 | -25,17 | 22,14 | 21,84 |
| Активы         | 383   | 388   | 374,2  | 352,5 | 330   | 338   | 354,7  | 383,9 | 421,6 | 406,5 | 395,9 | 409,9 | 413,9 | 369,6  | 365,8  | 395   | 390   |

Примечание. Отчётность по состоянию на 31 марта каждого года.

## Собственники и руководство
Общая стоимость акций (рыночная капитализация) Citizen Holdings Co. на март 2016 года составила ¥214 млрд. Компанией выпущено около 330 млн акций, количество акционеров составляет более 25 тысяч. Наибольшие пакеты акций принадлежат: Japan Trustee Services Bank, Ltd (13,39 %), The Master Trust Bank of Japan, Ltd (9,44 %), Nippon Life Insurance Company (9,02 %), Trust & Custody Services Bank, Ltd (3,47 %), Nichia Corporation (3,03 %).
- Тосио Токура (Toshio Tokura) — президент и главный управляющий директор (CEO) Citizen Holdings Co. с апреля 2012 года. Родился в 1950 году, окончил университет Васэда (бакалавр). Ранее был независимым президентом другого японского производителя часов — Rhythm Watch CO.
- Кэйити Накадзима (Keiichi Nakajima) — директор Citizen Holdings Co. (с июня 2013 года), а также президент и главный управляющий директор (CEO) дочерней компании Citizen Machinery Co. В компании с 1982 года.
- Рёта Аояги (Ryota Aoyagi) — управляющий директор Citizen Holdings Co. с апреля 2014 года. Также возглавляет несколько дочерних компаний группы. В компании с 1974 года.
- Сигэру Кабата (Shigeru Kabata) — директор Citizen Holdings Co. с июня 2012 года; возглавляет отделы планирования, защиты интеллектуальной собственности, развития и работы с персоналом. В компании с 1975 года[10][11].

## Спонсорство
- Открытый чемпионат США по теннису — официальный хронометрист чемпионата с 1993 года;
- Чемпионат мира по фигурному катанию;
- Манчестер Юнайтед — официальный хронометрист.